# Heinz Koch (Karnevalist)
Heinz Koch (* 23. Dezember 1929 in Mainz-Mombach; † 9. Dezember 2005) war eine prägende Persönlichkeit der Mombacher und der Mainzer Fastnacht und galt als Meister des geschliffenen Narrenwortes. Er war Ehrenpräsident des Mombacher Carneval-Vereins „Die Bohnebeitel“.
Den Mombacher Traditionsverein, der zu den besonderen Schmuckstücken und Aushängeschildern der Mainzer Fastnacht zählt, hat er als Gründungsmitglied nach 1949 mit wiederaufgebaut und ihn hinter und auf der Bühne wesentlich mitgeprägt. 37 Jahre lang war er Sitzungspräsident.
Sein Markenzeichen war die Parkbank, auf der er noch 2004 als „alter Mainzer“ auf der Bühne saß. Ohne Ambitionen, in „Die Fernsehsitzung“ zu kommen, gehörte er zu den wenigen Narren, die sich vor allem der Mombacher und Mainzer Lokalpolitik und den damit verknüpften Sorgen der Menschen vor Ort widmen. Die konstruktive Kritik in seinen Vorträgen wurde trotzdem auch andernorts verstanden. Er hatte eine eigene, liebevolle Art die Dinge mit viel Hintersinn, aber auch mit klaren Worten zu benennen. Sein Vortrag als Bauherr zündete über Grenzen hinweg. „1964 habe ich den Vortrag in der DDR gehalten“, erinnerte er sich gegenüber der Presse. „Die Leute haben weiter, weiter gerufen.“
Der gelernte Einzelhandelskaufmann sprach mehrere Fremdsprachen und war beruflich in vielen Ländern der Welt unterwegs. Im Alter von 67 Jahren hatte er noch ein Studium der Musikwissenschaft begonnen. Seine Doktorarbeit über die Kurmusik in Kreuznach und Münster am Stein im 19. und frühen 20. Jahrhundert lag bereits in gebundener Form vor.

## Werke
- Kurmusik in Kreuznach und Münster am Stein im 19. und frühen 20. Jahrhundert. Posthum herausgegeben von Wolfgang Birtel und Christoph-Hellmut Mahling. Bad Kreuznach, Kreisverwaltung, 2009